# Alien Weaponry
Alien Weponry je novozélandská metalová skupina z Waipu, založená v Aucklandu v roce 2010. Skupina se skládá z bubeníka Henry de Jonga, kytaristy Lewise de Jonga a od srpna 2020 hráče na basovou kytaru Tūranga Morgan-Edmondse. Všichni tři momentální členové mají maorské předky a část jejich skladeb je napsána a na koncertech živě hrána v maorštině.

## Historie
Skupina byla založena v Aucklandu v roce 2010 dvěma bratry, bubeníkem Henry Te Reiwhati de Jongem a kytaristou a zpěvákem Lewis Raharuhi de Jongem, kteří tou dobou měli 10 a 8 let. Jejich matka a děd z otcovy strany jsou holandského původu a otec a matka otce jsou Maorové, spojeni s kmeny Ngāti Pikiao a Ngāti Raukawa.
Bratři pojmenovali skupinu jako Alien Weaponry po zhlédnutí filmu District 9. Po přestěhování do malého města Waipu se k nim v dubnu 2013 přidal hráč na basovou kytaru Ethan Trembath. Trembath nahradil Wyatta Channingse, který hrál ve skupině na basovou kytaru krátce předchozí rok. Managera skupině dělal otec de Jongů Niel, sám zkušený rockový hudebník a také nahrávací technik, jenž rovněž zastával funkci zvukového technika na koncertech. Pro skupinu pracuje také matka Jette, která zastává úlohu managera turné a dělá skupině publicistku.